# Sd.Kfz.6/3
Sd.Kfz.6/3 (7,62cm FK(r) auf 5t Zgkw) – niemiecki niszczyciel czołgów z okresu II wojny światowej, zbudowany w małej serii dla oddziałów Afrika Korps generała Erwina Rommla stacjonujących w północnej Afryce. Pojazd powstał przez zamontowanie na podwoziu ciągnika półgąsienicowego Sd.Kfz.6 zdobycznej radzieckiej armaty polowej 76,2 mm F-22, zaadaptowanej do celów przeciwpancernych. W publikacjach powszechnie, lecz błędnie nazywany jest "Diana".

## Budowa
Armata była ustawiona w wysokiej pudełkowatej nadbudówce z tyłu pojazdu, opancerzonej płytami grubości 5 mm, odkrytej od góry. Podwozie pojazdu, silnik i kabina kierowcy nie były zmodyfikowane w stosunku do bazowego ciągnika SdKfz.6 (Büssing NAG BN9b) i nie były opancerzone. Armata została ustawiona na nieco jedynie zmodyfikowanej oryginalnej lawecie, wraz z kołami. Strzelała ona do przodu pojazdu ponad kabiną kierowcy, z niewielkim zakresem ruchu, po 30° na boki. Samo działo oznaczane było przez Niemców jako FK296(r) lub FK36(r) (nie była to specjalna przeciwpancerna wersja armaty F-22 Pak 36(r), lecz armata polowa w oryginalnej postaci). Pojazd mógł przewozić do 100 nabojów, dalsze 40 mogło być przewożone na przyczepie SdAnh.32. Od góry przedział bojowy mógł być przykryty brezentowym dachem. 

## Produkcja i użycie
Prototyp został zbudowany przez zakłady Alkett w Niemczech i przeszedł testy we wrześniu 1941. Budowa dziewięciu pojazdów seryjnych miała miejsce w listopadzie-grudniu 1941 roku w zakładach Alkett, na dostarczonych podwoziach.
Pierwsze 6 sztuk tego typu pojazdów dotarły na front do Afryki w styczniu 1942 roku, wyposażony został w nie 605. dywizjon przeciwpancerny (Panzer-Jäger-Abteilung (Sfl) 605). Wzięły one udział  bezpośrednio pod rozkazami Rommla w niemieckiej ofensywie 21 stycznia 1942 roku. W lutym dotarły ostatnie trzy pojazdy, po czym 605. dywizjon włączono w marcu w skład 90 Dywizji Lekkiej. Do 25 maja 1942 roku (operacja Venezia) utracono 2 pojazdy, do początku lipca łącznie 6 pojazdów. Kolejny pojazd utracono podczas niemieckich prób natarcia, przed 31 sierpnia 1942. Do 2 grudnia 1942 roku utracono w walkach wszystkie pojazdy.
Armata miała bardzo duże możliwości zwalczania czołgów na większych odległościach, mimo że w przeciwieństwie do zmodyfikowanej armaty 7,62 cm PaK 36(r), przyrządy celownicze armaty FK(r) nie były dobrze dostosowane do ognia przeciwpancernego. Główną wadą pojazdów była wysoka, zwracająca uwagę sylwetka (w niemieckich raportach określano ją jako cel "wielki, jak wrota od stodoły"). Ponadto, lekki pancerz zapewniał tylko częściową ochronę przed odłamkami i pociskami broni strzeleckiej. 

## Kwestia oznaczeń
Pojazd otrzymał oznaczenie SdKfz.6/3, pełne określenie brzmiało 7,62cm FK(r) auf 5t Zgkw (=Zugkraftwagen) - armata polowa 76,2 mm (rosyjska) na ciągniku 5-tonowym lub: 7,62cm FK(r) auf gp. Sfl (=Selbstfahrlafette) - na opancerzonej lawecie samobieżnej (stosowano też w dokumentach inne wariacje oznaczeń). W publikacjach pojazd ten często nazywany jest "Diana", lecz z dokumentów niemieckich wynika, że Diana była nazwą ulepszonego niszczyciela czołgów, opracowanego przez Alkett w połowie 1942 na bazie pierwszego prototypu SdKfz.6/3, uzbrojonego w armatę przeciwpancerną 7,62 cm PaK 36(r), o mniejszej masie 10,5 t i nieco lepszym opancerzeniu (odpornym na karabinowe pociski przeciwpancerne).